# Port lotniczy Kaadedhdhoo
Port lotniczy Kaadedhdhoo – port lotniczy położony na wyspie Kaadedhdhoo, w atolu Gaafu Dhalu. Jest czwartym co do wielkości portem lotniczym na Malediwach. 

## Linie lotnicze i połączenia
- Maldivian (Malé)
- Trans Maldivian Airways (Malé)